# Rodinný původ
Rodinný původ označuje sociální vztah mezi předkem či předchůdcem, tedy rodičem (a jeho předky tzn. prarodiči, pra-prarodiči atd.). Předek je „jakákoli osoba, od níž pochází potomci. Podle zákona je to osoba, po níž dědictví připadá“.
Dvě osoby jsou geneticky příbuzné, jestliže jeden je předkem druhého, nebo pokud mají takového předka společného.
V evoluční teorii, druhy, které sdílejí evolučního předka, mají společný původ. Tento koncept však neplatí pro některé typy bakterií a dalších organismů schopných horizontálního přenosu genetické informace.